# Suzuki DL 650 V-Strom

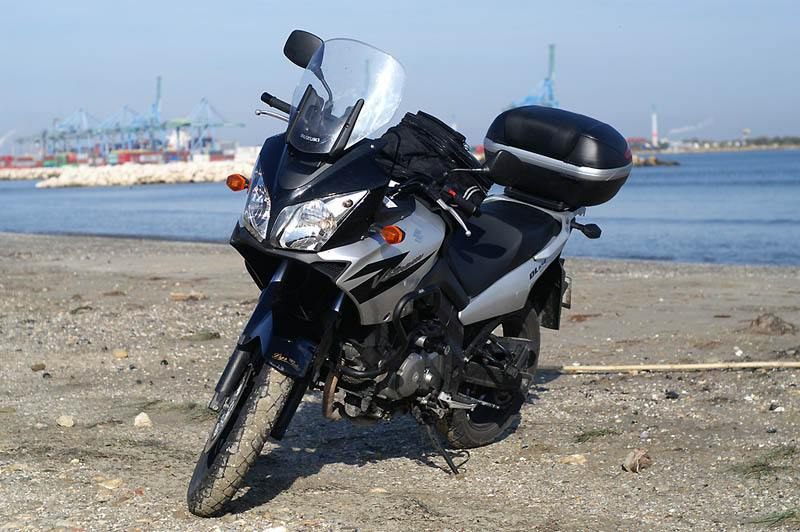
Frontansicht, 2005

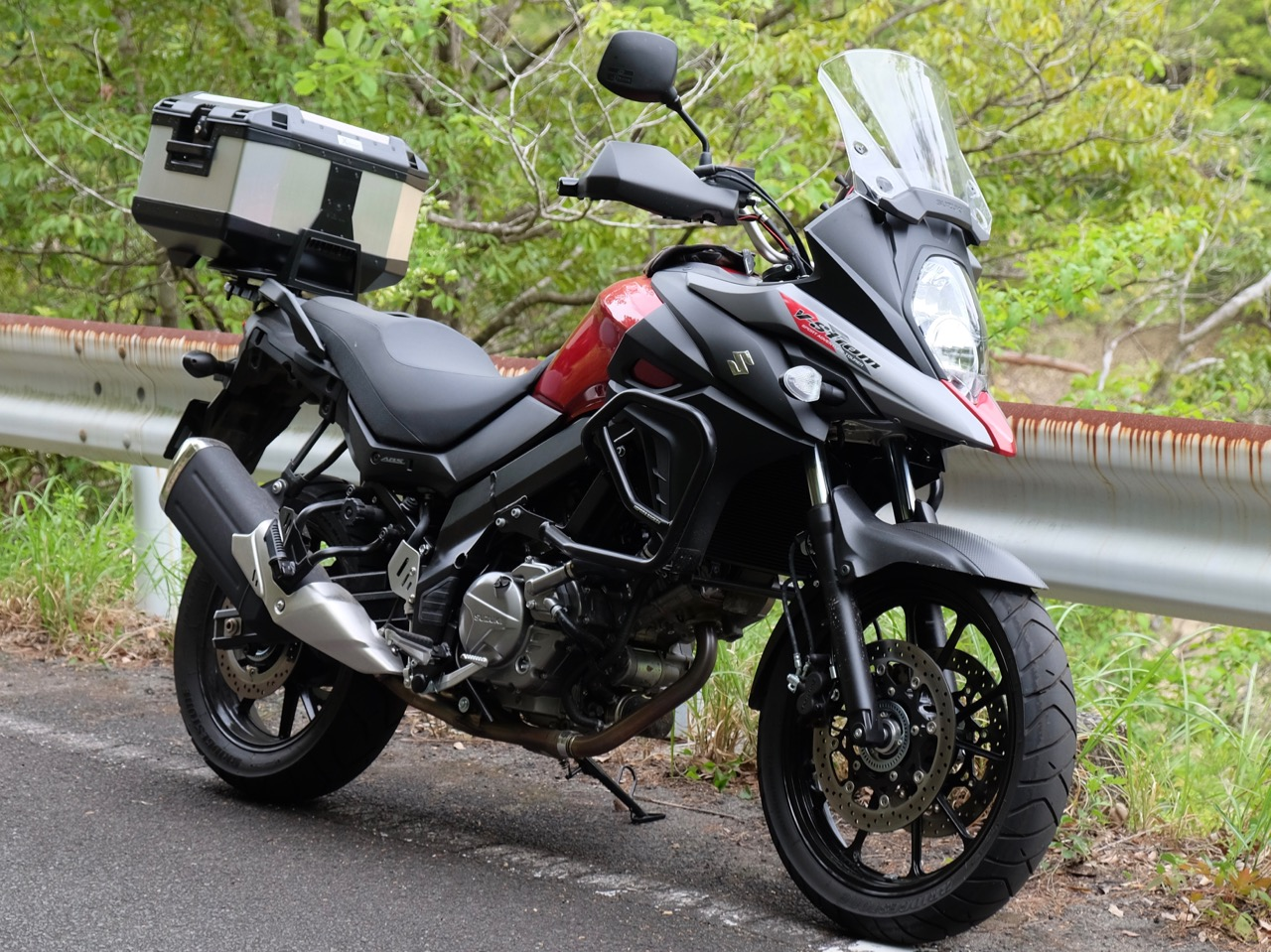
Modell seit 2017

Die DL 650 V-Strom ist ein Reise- und Allroundmotorrad des japanischen Herstellers Suzuki, das seit 2004 hergestellt wird. Sie basiert auf ihrem Schwestermodell, der von 2002 bis 2009 produzierten Suzuki DL 1000 V-Strom und wird als „Sport-Enduro-Tourer“ vermarktet.
Von der Einführung der 1000 V-Strom im Jahr 2002 bis 2017 wurden 250.000 Maschinen weltweit verkauft. Bis 2015 gehörte die Maschine in Deutschland jährlich zu den 30 meistverkauften Motorrädern, ebenso 2019. 2020 stand sie mit 1.060 Neuzulassungen auf Platz 34.

## Entwicklung
Ab dem Modell 2007 gab es eine überarbeitete Variante, die die Abgasnorm (Euro3) erfüllt und über ein ABS-Bremssystem verfügt. Der Motor wurde modifiziert und hat nunmehr eine Doppelzündung. Das Modell 2012 wurde technisch und vor allem optisch modifiziert. Es verfügt über eine etwas erhöhte Leistung von 69 PS, etwas weniger Gewicht und Tankinhalt, sowie über einen um ca. 10 % reduzierten Verbrauch, was der Überarbeitung des Motors – unter anderem geänderte Nockenwellen, eine statt zwei Federn pro Ventil, neue Kolben und neuartig beschichtete Zylinder – anzurechnen ist. Optik und Funktionalität wurden durch neue Verkleidungsteile und geänderte Instrumente modernisiert. Die Instrumentierung verfügt seither über einen analogen Drehzahlmesser und eine LCD-Anzeige für Geschwindigkeit, Kraftstoffstand, Motortemperatur, Ganganzeige und Bordcomputer. Sitzbank mit neuer Kontur, 15 Millimeter höher. Zum Modelljahr 2015 wurde ein Sondermodell aufgelegt, die V-Strom 650XT. Diese enthält Speichenräder und ein Designelement („Entenschnabel“) sowie zusätzliche Ausstattungselemente.
Mit der Abgasnorm Euro 4 erfuhr die V-Strom 650 zum Modelljahr 2017 erneut eine gründliche Überarbeitung. Motor, Auspuffsystem und Instrumentierung wurden geändert, ebenso Verkleidung, Scheinwerferanordnung und Tank. Optisch ist sie somit näher an die aktuelle Suzuki V-Strom 1000 ABS gerückt, die 2017 ebenfalls Änderungen erhielt.
Die XT-Variante ist nun gegenüber dem Basismodell optisch fast identisch, verfügt aber wie das vorherige Modell über Drahtspeichenräder und Zusatzausstattung.
Zum Modelljahr 2021 wurde die V-Strom 650 an die Abgasnorm Euro 5 angepasst.

## Antrieb
Der Motor ist von dem der Suzuki SV 650 abgeleitet. In der vierten Entwicklungsstufe seit der Einführung wurden Kolben, Zylinderköpfe, Einspritzsystem und Starter weiter optimiert. Dabei stieg die Motorleistung auf 52 kW (71 PS). Das Auspuffsystem wurde verändert und der Endschalldämpfer, wie bei der V-Strom 1000 von Sitzbankhöhe auf die Höhe der Hinterachse nach unten gezogen, auch um Platz für ein Zuladungssystem zu schaffen. Außerdem erhielt das Motorrad 2017 eine dreistufige Traktionskontrolle (Aus, Sport, Regen) und eine elektronische Hilfe, die die Drehzahl des Motors beim Anfahren automatisch etwas anhebt.

## Fahrwerk
Das Zentralfederbein an der Hinterachse und die Gabel sind jeweils in der Vorspannung einstellbar, an der Hinterachse per Handrad. Zudem ist die HA Federung auch in der Zugstufe einstellbar. Diese Konstellation wurde auch für 2017 beibehalten. Neu hingegen sind die 10-Speichen-Felgen beim Basismodell. Die Dimensionen der Räder blieben gleich.

## Technische Daten
- max. Leistung:
  - 51 kW (69 PS) bei 8.800 min−1
  - 52 kW (71 PS) bei 8.800 min−1 (seit 2017)[10][9]
- max. Drehmoment:
  - 60 Nm bei 6.400 min−1
- max. Drehzahl
  - 10.500/min[7]
- V max:
  - 185 km/h
- Kraftstoffverbrauch:
  - ca. 4,0[11] – 5,1 Liter/100 km (je nach Fahrweise)
- Motortyp:
  - Viertakt-Zweizylinder-V-Motor, 90 Grad, DOHC, 8 Ventile, Flüssigkeitskühlung
- Hubraum:
  - 645 cm³
- Bohrung × Hub [mm]: 
  - 81,0 × 62,6
- Verdichtungsverhältnis:
  - 11,2:1
- Kraftstoffaufbereitung:
  - Elektronische Benzineinspritzung, Drosselklappen-Durchm. 39 mm
- Zündsystem:
  - Transistorzündung
- Kupplung:
  - Mehrscheiben-Ölbadkupplung
- Getriebe:
  - 6 Gang
- Fahrwerk
  - Leichtmetall-Brückenrahmen
  - vorne Telegabel, Durchm. 43 mm, Vorspannung einstellbar, Federweg 150 mm
  - hinten Leichtmetallschwinge mit Zentralfederbein, Vorspannung und Zugstufe einstellbar, Federweg 159 mm
- Bremsen
  - vorne Doppelscheibenbremse je 310 mm mit Doppelkolbenzangen
  - hinten Scheibenbremse 260 mm mit Einkolbenzange
- Bereifung
  - vorne 110/80R19
  - hinten 150/70R17
- Reifen ab Werk
  - Bridgestone TW101/TW152 „Trail Wing“ (2012)
  - Bridgestone A40 Adventure (ab 2017)
- Abmessungen, Gewichte
  - Abmessungen (L×B×H) 2290 × 835 × 1405 mm
  - Radstand              1560 mm
  - Sitzhöhe               835 mm laut Hersteller (850 mm laut Test motorradonline.de)
  - Leergewicht             214 kg fahrfertig (2017: 213 kg)
  - Zul. Gesamtgewicht      415 kg
  - Tankinhalt               20 Liter
- Preise DL 650 ABS (Stand Okt. 2011/Sept. 2016)
  - Schweiz: 11.490,00 CHF inkl. MwSt/8.995,00 CHF
  - Deutschland: 8.390,00 € inkl. MwSt/7.890,00 €

## Farben

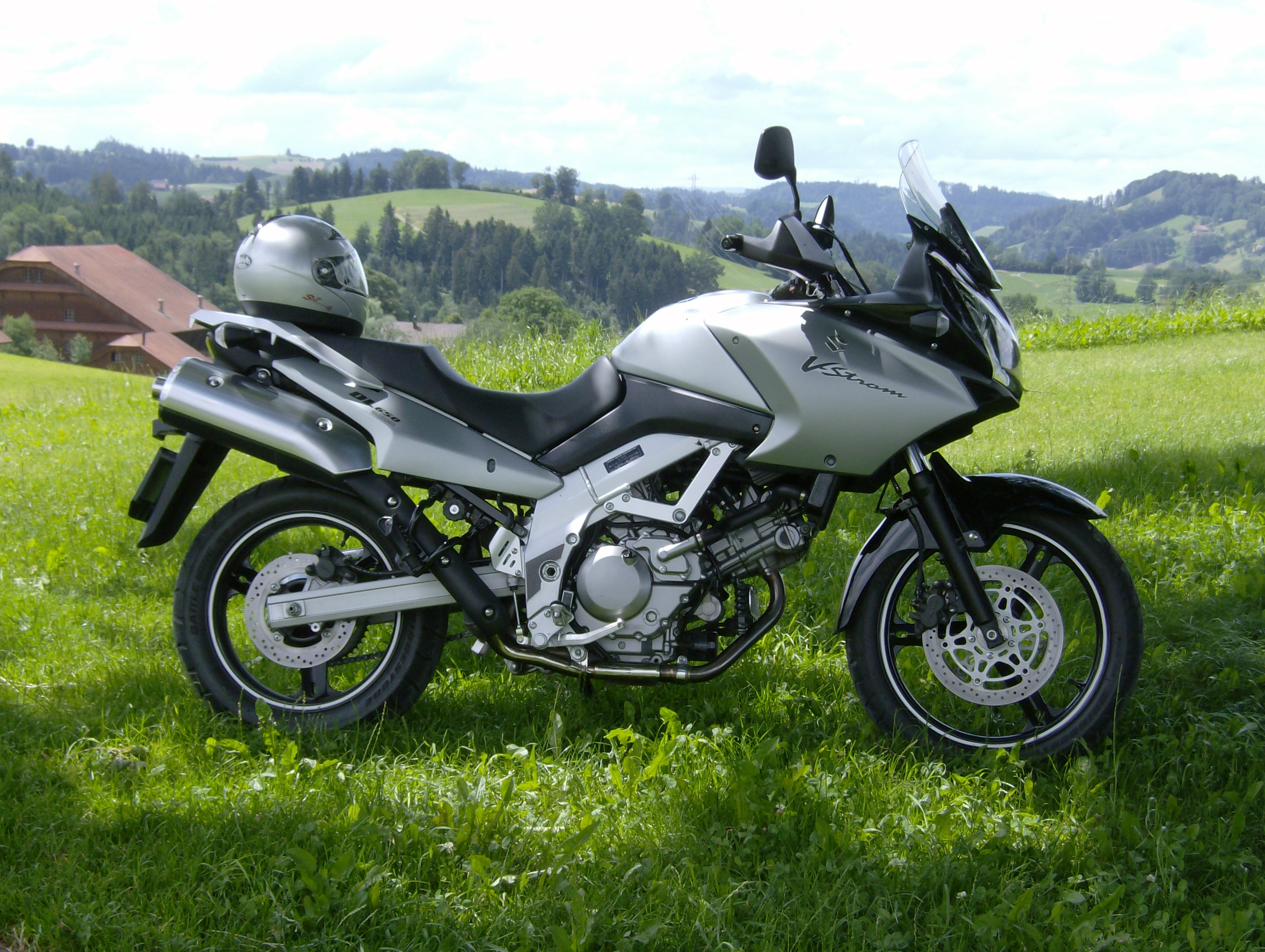
Suzuki DL 650 V-Strom, Baujahr 2004 (Typ K04)

- Modelljahr 2004 (K4): schwarz, mattsilber-met., blau
- Modelljahr 2005 (K5): schwarz, metallic-grau, blau, rot
- Modelljahr 2006 (K6): schwarz, metallic-grau, blau, dunkelrot
- Modelljahr 2007 (K7): matt-schwarz, metallic-grau, blau, dunkelrot
- Modelljahr 2008 (K8): schwarz(matt), metallic-grau, blau, gelb
- Modelljahr 2009 (K9): schwarz, metallic-grau, orange, weiß
- Modelljahr 2010 (L0): schwarz, metallic-grau, orange, weiß
- Modelljahr 2011 (L1): schwarz, metallic-grau, orange, weiß
- Modelljahr 2012 (L2): Pearl Mirage White (YPA), Met. Fox Orange (YUK) und Glass Sparkle Black (YPB)
- Modelljahr 2013 (L3): metallic-grau, weiß, blau
- Modelljahr 2014 (L4): Pearl Bracing White (weiß), Metallic Thunder Gray (grau), Candy Daring Red (rot)
- Modelljahr 2015 (L5): Pearl Bracing White (weiß), Metallic Mat Fibroin Gray (grau), Candy Daring Red (rot), Metallic Triton Blue (blau)
- Modelljahr 2016 (L6): schwarz, metallic-grau, metallic-silber, rot
- Modelljahr 2017 (L7): schwarz, weiß, gelb
- Modelljahr 2019: schwarz, weiß, Glass Sparkle[12]
- Modelljahr 2021: rot, gelb[9]
- Modelljahr 2022: schwarz, blau, gelb[13]

## Kritiken
„... mit dem in der SV 650 im Jahr 1999 präsentierten Motor ist den Suzuki-Ingenieuren ein Meisterwerk gelungen. Nur mit Einspritzung, geändertem Ventiltrieb und vergrößerter Schwungmasse über die Jahre modellgepflegt, zeigt sich dieser nun 16 Jahre alte L-Motor auch heute noch in Hochform. ... Das typische reiseenduristische Raumgefühl vermittelt die Suzuki V-Strom 650.“

„... Das Cockpit ist guter Standard, nicht mehr und nicht weniger... Klanglich sehr dezent, aber eindeutig ein V2. Der erste Gang rastet ein, als wäre er auf Watte gelegt, die restlichen Gänge lassen sich auch sauber schalten. Jetzt kommt der nächste Aha-Effekt, die Gasannahme ist butterweich.  ... außer dem ABS keine elektronischen High-Tech-Features wie ein semi-aktives Fahrwerk vorweisen, aber das braucht sie auch gar nicht. ... Sie fährt sich erfreulich handlich, dank eines verhältnismäßig niedrigen Schwerpunkts. ...  Hektik kommt hier nie auf, das Bike entspannt einfach. ... Ein wirklich tourentaugliches Gerät mit einem hohen Wohlfühlfaktor ...“

## Werkstattbücher
- Suzuki DL 1000 V-Strom, TL 1000S & TL 1000R. Delius Klasing Verlag, 2006, ISBN 3-7688-5231-8, S. 328 (Gebundene Ausgabe).

- Suzuki TL1000S/R and DL 1000 V-Strom: Service and Repair Manual: 1997 to 2003 (Haynes Service & Repair Manuals). Haynes Pubn Verlag, 2004, ISBN 1-84425-083-0, S. 320 (Gebundene Ausgabe).

- Reparaturanleitung Suzuki DL 1000 V-Strom. 1. Auflage. Bucheli Verlag, 2004, ISBN 3-7168-2054-7, S. 172 (Broschiert).

- Reparaturanleitung (Band 5277): Suzuki DL 650 V-Strom. 1. Auflage. Bucheli Verlag, 2008, ISBN 978-3-7168-2096-4, S. 176 (Broschiert).